# Sangsar
Sangsar (persisch سنگسر Sangesar oder Sang-e Sar; wie auch Mehdishahr, persisch مهدی‌شهر Mahdischahr) ist eine Stadt im gleichnamigen Bezirk in der iranischen Provinz Semnan.

## Geographie
Sangsar liegt an den südlichen Hängen des Elburs-Gebirges, 20 km nördlich der Provinzhauptstadt Semnan. Im Norden grenzt der Bezirk an die Provinz Mazandaran.
Sangesar ist vom Elburs-Gebirge geprägt. Die Winter können sehr kalt werden und es kann zu schweren Schneefällen kommen. Im Sommer herrscht ein eher mildes Klima in der Region.
Der Bezirk hat eine Fläche von ungefähr 1100 km².

## Geschichte
Die Stadt wird bereits in alten Heldensagen, beispielsweise im Schāhnāmeh des Dichters Firdausi, erwähnt und besungen.

## Wirtschaft und Infrastruktur
Die wichtigste Straßenverbindung besteht von Semnan über Sangesar nach Schahmirzād zur Fooladmahale, die diese Städte mit der Stadt Sari verbindet.
Die Stadt hat mehrere Universitäten.